# Lazo

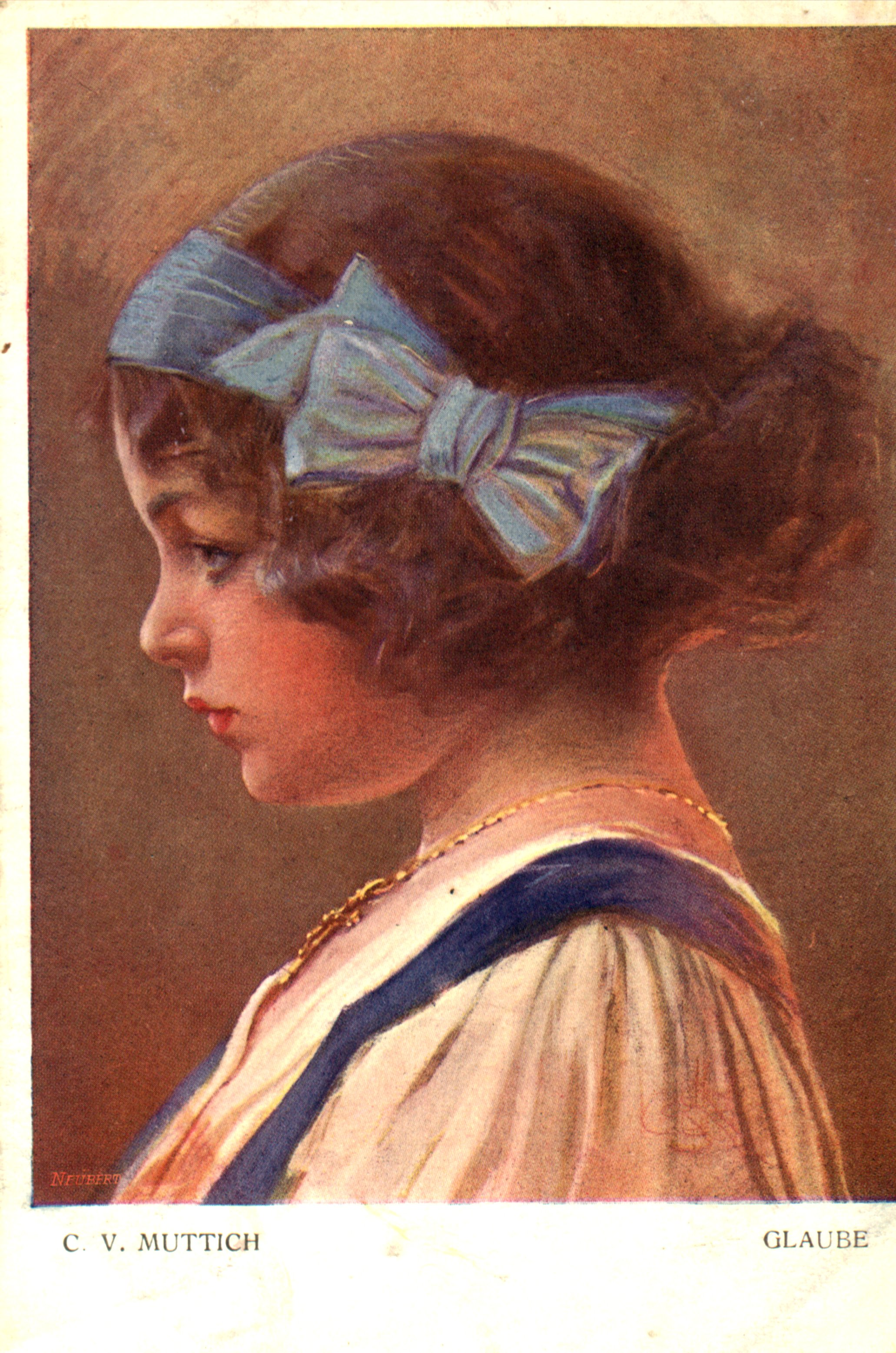
Niña con lazo.

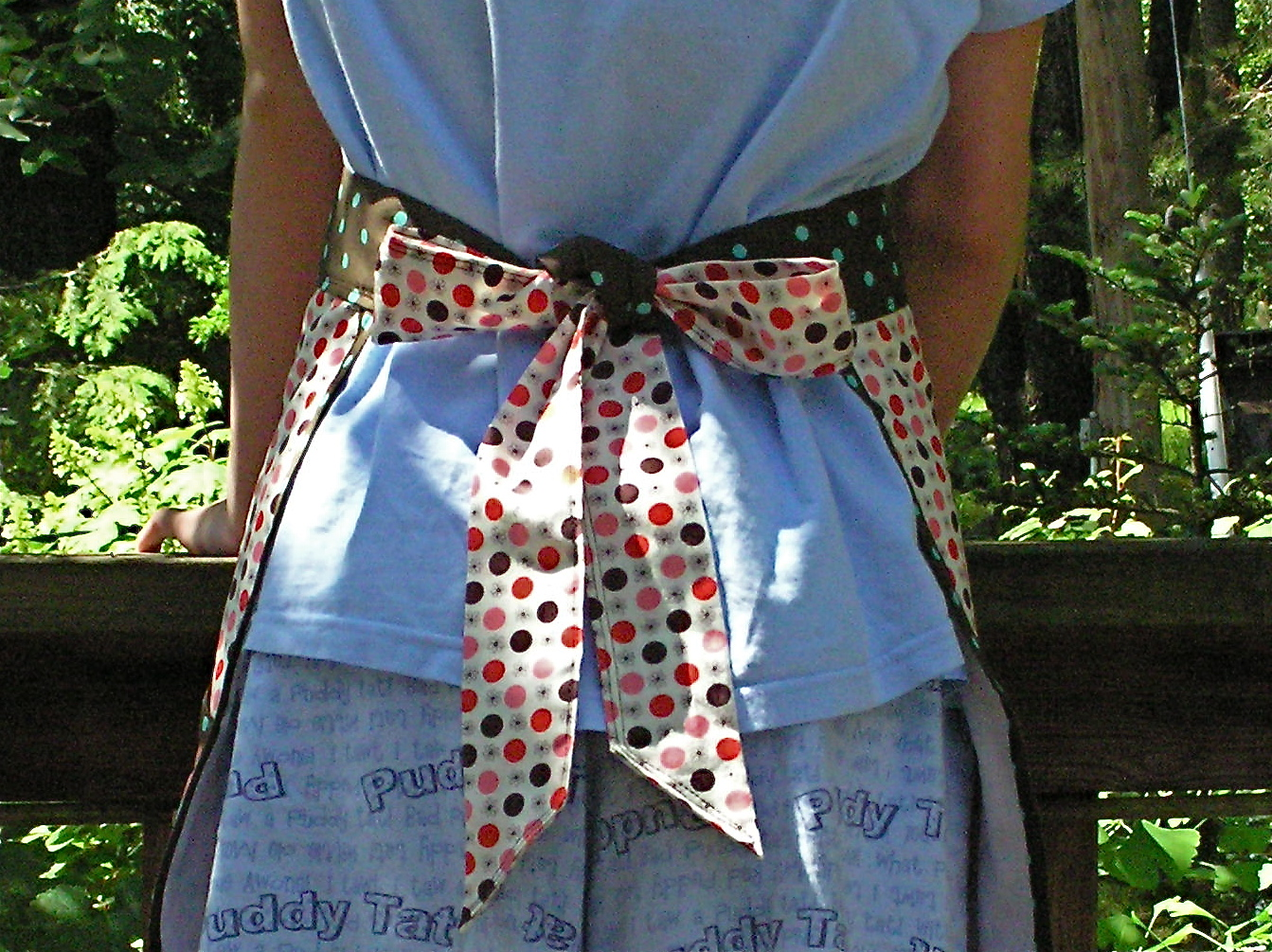
Mujer con lazo en la cintura y atado atrás.

Un lazo es una banda fina de material flexible, típicamente tejido en raso o terciopelo, también de plástico y algunas veces de metal; usado sobre todo para atar y fijar. Los lazos de tela, que comúnmente se realizan en hilo de seda, se utilizan a menudo en conexión con el vestido, pero también se pueden encontrar innumerables propósitos útiles, ornamentales y simbólicos. Las diferentes culturas alrededor del mundo utilizan este dispositivo como adorno para su pelo, alrededor del cuerpo, o incluso como ornamento en animales, edificios, y otras áreas. El lazo también se utiliza a veces como sellador de paquetes, junto con bramante. 
Junto con los flecos, cintas y otros complementos, la fabricación de los lazos de tela tiene un departamento especial en las industrias textiles. La característica esencial de un telar de lazo es el de tejer simultáneamente en un marco de telar dos o más cintas, llegando hasta cuarenta cintas en los telares modernos. Para efectuar el lanzamiento conjunto de todas las lanzaderas y de otros movimientos del telar, es necesaria la acción automática; y es un hecho notable que el telar de lazo automático era conocido y se utilizó extensivamente más de un siglo antes de la famosa invención de Cartwright del «telar mecánico».

## Historia
Un telar en el cual varias telas estrechas podrían ser tejidas conjuntamente se menciona como que se había utilizado en Dantzig hacia el final del siglo XVI. Otros telares similares estaban en trabajo en Leiden en 1620 donde su uso dio lugar tanto al descontento y rebelión por parte de los tejedores que el estado tuvo que prohibir su uso. La prohibición fue renovada en varios intervalos a lo largo del siglo, y en el mismo tiempo el uso del telar de lazo fue prohibido en la mayoría de los principales centros industriales de Europa. Cerca de 1676, fue traído a Londres bajo el nombre del telar holandés o del telar de motor y, aunque su introducción allí causó un cierto disturbio, no aparece haber sido prohibido. En 1745, John Kay, el inventor de la lanzadera, obtuvo, junto con Joseph Stell, una patente para mejoras en el telar de lazo; y se ha beneficiado desde entonces por las invenciones aplicadas de forma generalizada a la maquinaria de tejer.

## Centros de producción
- El tejido de lazos se sabe que se estableció cerca de Saint-Étienne (Departamento de Loira) desde el siglo XI y esa ciudad ha seguido siendo la líder de la industria. Durante los apuros de los hugonotes, los tejedores de lazos de Saint-Étienne se trasladaron a Basilea y allí se estableció una industria que en épocas modernas ha rivalizado con la del centro original del comercio.
- Krefeld es el centro de la industria alemana del lazo, siendo allí la fabricación del lazo negro de terciopelo una especialidad.
- De Inglaterra, Coventry es el centro más importante de fabricación de lazos, que también se procesan en Norwich y Leicester.

## Usos
Los lazos son gozados por mucha gente como decoración común. En algunas culturas los regalos del cumpleaños se adornan con estas secuencias coloridas.
En el siglo XVIII, Madame de Pompadour, amante del rey Luis XV, hizo uso de los lazos «nudo de amor» realizados con cintas de doble cara y dos anchos distintos. Más tarde, María Antonieta disfrutó de los lazos en vestidos y sombreros creados por su modista, Rose Bertin.